# Карл Флетчер
Карл Флетчер (англ. Carl Fletcher, нар. 26 грудня 1971, Плімут) — канадський футболіст, що грав на позиції захисника, зокрема за національну збірну Канади, у складі якої — володар Золотого кубка КОНКАКАФ 2000.

## Клубна кар'єра
У дорослому футболі дебютував 1989 року виступами за команду «Торонто Бліззард», до складу якого приєднався 1991 року. Відіграв за команду з Торонто наступні два сезони своєї ігрової кар'єри, пізніше, у 1994, грав за іншу місцеву команду «Торонто Рокетс».
У подальшому виступав за «Монреаль Імпакт» та американські «Вірджинія Біч Марінерс», «Рочестер Рінос» та «Атланта Сільвербекс». 
Завершув ігрову кар'єру в «Торонто Линкс», за який виступав протягом 2005 року.

## Виступи за збірну
1991 року дебютував в офіційних матчах у складі національної збірної Канади.
У складі збірної був учасником чотирьох розіграшів Золотого кубка КОНКАКАФ — 1991, 1996, 2000 і 2002 років.
За результатами турніру 2000 року канадці здобули титул континентальних чемпіонів. Ця перемога дала Канаді право участі у Кубку конфедерацій 2001 року, де Флетчер також був включений до заявки збірної.
Загалом протягом кар'єри в національній команді, яка тривала 13 років, провів у її формі 40 матчів, забивши 2 голи.

## Титули і досягнення
- Володар Золотого кубка КОНКАКАФ (1): 2000